# Real Patronato sobre Discapacidad
El Real Patronato sobre Discapacidad de España es un organismo autónomo, adscrito al Ministerio de Derechos Sociales y Agenda 2030, que tiene como misión promover la prevención de deficiencias, la rehabilitación y la inserción social de las personas con discapacidad; facilitar, en esos ámbitos, el intercambio y la colaboración entre las distintas Administraciones públicas, así como entre estas y el sector privado, tanto en el plano nacional como en el internacional; prestar apoyos a organismos, entidades, especialistas y promotores en materia de estudios, investigación y desarrollo, información, documentación y formación, y emitir dictámenes técnicos y recomendaciones sobre materias relacionadas con la discapacidad.
Dotado de una amplia autonomía funcional, el Real Patronato tiene el carácter de órgano colegiado de la Administración General del Estado y en él están representados, además de los departamentos ministeriales con competencias en materia de discapacidad, las comunidades autónomas y las corporaciones locales, las organizaciones representativas de las personas con discapacidad y sus familias, las entidades científicas relacionadas con el diagnóstico, prevención y tratamiento de la discapacidad, así como expertos y asesores, designados entre personas con acreditada trayectoria profesional en materia de discapacidad. Se rige por su Ley de creación y por un Estatuto que regula su composición y funcionamiento.
El Real Patronato es una institución tradicionalmente vinculada y apoyada por la Corona, y es por ello que la Presidencia de Honor del Consejo del Real Patronato es ostentada por la Reina Letizia. La Presidenta ordinaria del organismo corresponde a la ministra de Derechos Sociales y Agenda 2030, Ione Belarra. Completan los puestos directivos el Secretario General, actualmente el secretario de Estado de Derechos Sociales, Nacho Álvarez Peralta, y el director del Real Patronato, Jesús Martín Blanco, director general de Políticas de Discapacidad.

## Historia
Puede considerarse al Patronato Nacional de Sordomudos, Ciegos y Anormales, creado en 1910, como primer antecedente histórico del Real Patronato sobre Discapacidad. Desde entonces, han ido apareciendo entidades con denominaciones diversas pero con el común propósito de coordinar esfuerzos ante los problemas planteados por la discapacidad.
En 1976, ya como precedente directo, se configura el Real Patronato de Educación Especial, cuya Presidencia corresponde a Su Majestad la Reina. Aunque centrado en lo educativo, su funcionamiento y organización se fue abriendo a otros campos de actividad.
En 1986, se regula el Real Patronato de Prevención y de Atención a Personas con Minusvalía, el cual será objeto de actualización en 1997. Su máximo órgano rector, la Junta de Gobierno, bajo la Presidencia de Su Majestad la Reina, lo integran:
- un Presidente efectivo (el ministro de Trabajo y Asuntos Sociales)
- tres vocales, titulares de los departamentos de:
  - Economía y Hacienda
  - Educación y Cultura
  - Sanidad y Consumo
- cuatro vocales representantes de entidades asociativas de ámbito nacional
- dos vocales expertos asesores
- un secretario.

A partir del acuerdo adoptado en diciembre de 1996, se configura la Junta de Gobierno Ampliada, con participación de consejeros de los gobiernos de las comunidades autónomas y de las ciudades de Ceuta y Melilla.
La Ley 14/2000, de 29 de diciembre, de Medidas Fiscales, Administrativas y de Orden Social (art. 57) crea, con la naturaleza de organismo autónomo, el Real Patronato sobre Discapacidad, que sucede al Real Patronato de Prevención y de Atención a Personas con Minusvalías en el ejercicio de las funciones que éste venía desarrollando.
Por Real Decreto 46/2001, de 3 de agosto se aprobó el Estatuto del Real Patronato sobre Discapacidad, que ha sido modificado por el Real Decreto 338/2004, de 27 de febrero.

## Funciones
Al Real Patronato sobre Discapacidad le corresponde desarrollar, de acuerdo con su Plan Estratégico 2020 - 2022, las siguientes funciones:
- Producir, recopilar, transferir y difundir el conocimiento científico-técnico aplicado en materia de discapacidad mediante la cooperación con organismos, entidades, especialistas, universidades y otros promotores de I+D+i.
- Promover la formación, la capacitación y el desarrollo profesional de las personas con discapacidad en las áreas de investigación, innovación y emprendimiento.
- Desarrollar programas y actuaciones de sensibilización y concienciación social en materia de discapacidad y accesibilidad, reconociendo y promocionando buenas prácticas y políticas innovadoras que desarrollen tanto administraciones públicas como entidades privadas.
- Facilitar el intercambio y colaboración en materia de discapacidad entre los distintos niveles de la Administración Pública, así como con el tercer sector de la discapacidad y otras entidades privadas.

## Centro Español de Documentación sobre Discapacidad (CEDID)
El Real Patronato difunde, además, a través de la Web del Centro Español de Documentación e Investigación sobre Discapacidad (CEDID)  información sobre sus actuaciones concretas, sus publicaciones y sus bases de datos documentales.